# Championnats de France de patinage artistique 2024
Navigation
Championnats de France 2023 Championnats de France 2025
Les championnats de France de patinage artistique 2024 ont lieu du 9 au 14 décembre 2023 à la patinoire de Vaujany. C'est la quatrième fois que la ville iséroise reçoit les championnats nationaux après les éditions de 2014, 2019 et 2021.
Les championnats accueillent le patinage artistique, la danse sur glace et le patinage synchronisé. Les championnats de France de ballet sur glace et de patinage de vitesse sur piste courte sont aussi organisés en même temps.

## Faits marquants
- Par une bizarrerie du calendrier de la fédération française des sports de glace, ces championnats nationaux se chevauchent avec la finale du Grand Prix ISU 2023-2024 qui a lieu du 7 au 10 décembre 2023 à Pékin, alors que plusieurs Français y participent : Adam Siao Him Fa et Kevin Aymoz en catégories seniors ; François Pitot en catégories juniors.

- Le patineur monégasque Davide Lewton-Brain est invité pour la sixième fois à participer à la compétition masculine, après les éditions 2018, 2019, 2021, 2022 et 2023.

- Noël-Antoine Pierre patine avec sa deuxième partenaire, la Canadienne Lori-Ann Matte, pour cette saison 2023/2024 ; ils sont invités à cette compétition.

- Les couples artistiques Lori-Ann Matte / Noël-Antoine Pierre et Aurélie Faula / Théo Belle terminent la compétition à égalité avec un score de 139.66 ; le premier couple devance le second, mais ils n'obtiennent pas la médaille de bronze, car le couple n'est qu'invité.

## Podiums
| Épreuves                                          | Or                                    | Argent                             | Bronze                         |
| Messieurs résultats détaillés                     | Adam Siao Him Fa                      | Luc Economides                     | François Pitot                 |
| Dames résultats détaillés                         | Lorine Schild                         | Stefania Gladki                    | Léa Serna                      |
| Couples résultats détaillés                       | Camille Mendoza / Pavel Kovalev       | Océane Piegad / Denys Strekalin    | Aurélie Faula / Théo Belle     |
| Danse sur glace résultats détaillés               | Evgeniia Lopareva / Geoffrey Brissaud | Loicia Demougeot / Théo Le Mercier | Marie Dupayage / Thomas Nabais |
| Patinage synchronisé (Senior) résultats détaillés | Les Zoulous                           | -                                  | -                              |
| Patinage synchronisé (Junior) résultats détaillés | Jeanne d'arc Juniors                  | Les Flammes                        | Les Salamandres                |
| Ballet résultats détaillés                        | Les Metropolitains                    | Les Vertacomicoriens               | Les Bretzlis                   |

## Résultats

### Messieurs
| Rang | Nom                 | Points | Programme court | Programme court | Programme libre | Programme libre |
| ---- | ------------------- | ------ | --------------- | --------------- | --------------- | --------------- |
| 1    | Adam Siao Him Fa    | 304.41 | 1               | 99.82           | 1               | 204.59          |
| 2    | Luc Economides      | 243.59 | 3               | 86.55           | 2               | 157.04          |
| 3    | François Pitot      | 232.68 | 4               | 81.27           | 3               | 151.41          |
| 4    | Xavier Vauclin      | 211.61 | 5               | 71.06           | 4               | 140.55          |
| 5    | Samy Hammi          | 205.04 | 7               | 69.61           | 5               | 135.43          |
| 6    | Landry Le May       | 201.33 | 6               | 70.79           | 6               | 130.54          |
| 7    | Kevin Aymoz         | 188.11 | 2               | 93.69           | 10              | 94.42           |
| 8    | Xan Rols            | 183.60 | 9               | 63.39           | 7               | 120.21          |
| 9    | Corentin Spinar     | 173.43 | 11              | 61.25           | 8               | 112.18          |
| 10   | Ilia Gogitidze      | 155.18 | 8               | 64.71           | 12              | 90.47           |
|      | Davide Lewton-Brain | 154.72 | 10              | 61.49           | 11              | 93.23           |
| 11   | Axel Ahmed          | 151.64 | 13              | 50.21           | 9               | 101.43          |
| 12   | Gianni Motilla      | 149.76 | 12              | 59.54           | 13              | 90.22           |

### Dames
| Rang    | Nom                | Points | Programme court | Programme court | Programme libre | Programme libre |
| ------- | ------------------ | ------ | --------------- | --------------- | --------------- | --------------- |
| 1       | Lorine Schild      | 200.00 | 1               | 66.50           | 1               | 133.50          |
| 2       | Stefania Gladki    | 184.55 | 2               | 60.31           | 2               | 124.24          |
| 3       | Léa Serna          | 182.81 | 3               | 59.65           | 3               | 123.16          |
| 4       | Eve Dubecq         | 146.69 | 4               | 57.14           | 4               | 89.55           |
| 5       | Clémence Mayindu   | 142.14 | 5               | 54.03           | 5               | 88.11           |
| 6       | Ninon Dapoigny     | 121.56 | 6               | 46.36           | 6               | 75.20           |
| Forfait | Lola Ghozali       |        |                 |                 |                 |                 |
| Forfait | Maïa Mazzara       |        |                 |                 |                 |                 |
| Forfait | Maé-Bérénice Méité |        |                 |                 |                 |                 |

### Couples
| Rang | Nom                                  | Points | Programme court | Programme court | Programme libre | Programme libre |
| ---- | ------------------------------------ | ------ | --------------- | --------------- | --------------- | --------------- |
| 1    | Camille Mendoza / Pavel Kovalev      | 177.88 | 1               | 60.07           | 1               | 117.81          |
| 2    | Océane Piegad / Denys Strekalin      | 161.94 | 2               | 58.36           | 2               | 103.58          |
|      | Lori-Ann Matte / Noël-Antoine Pierre | 139.66 | 4               | 44.57           | 3               | 95.09           |
| 3    | Aurélie Faula / Théo Belle           | 139.66 | 3               | 51.72           | 4               | 87.94           |
| 4    | Louise Ehrhard / Matthis Pellegris   | 127.61 | 5               | 44.36           | 5               | 83.25           |

### Danse sur glace
| Rang | Nom                                   | Points | Danse rythmique | Danse rythmique | Danse libre | Danse libre |
| ---- | ------------------------------------- | ------ | --------------- | --------------- | ----------- | ----------- |
| 1    | Evgeniia Lopareva / Geoffrey Brissaud | 203.40 | 1               | 84.11           | 1           | 119.29      |
| 2    | Loicia Demougeot / Théo Le Mercier    | 188.99 | 3               | 73.70           | 2           | 115.29      |
| 3    | Marie Dupayage / Thomas Nabais        | 185.97 | 2               | 74.93           | 3           | 111.04      |
| 4    | Lou Terreaux / Noé Perron             | 161.22 | 4               | 63.07           | 4           | 98.15       |
| 5    | Natacha Lagouge / Arnaud Caffa        | 157.97 | 5               | 62.35           | 5           | 95.62       |
| 6    | Eva Bernard / Amedeo Bonetto          | 135.25 | 6               | 52.09           | 6           | 83.16       |

### Patinage Synchronisé

#### Senior
| Rang | Nom         | Points | Programme court | Programme court | Programme libre | Programme libre |
| ---- | ----------- | ------ | --------------- | --------------- | --------------- | --------------- |
| 1    | Les Zoulous | 156.27 | 1               | 53.17           | 1               | 103.10          |

#### Junior
| Rang | Nom                  | Points | Programme court | Programme court | Programme libre | Programme libre |
| ---- | -------------------- | ------ | --------------- | --------------- | --------------- | --------------- |
| 1    | Jeanne d'arc Juniors | 133.66 | 1               | 46.86           | 1               | 86.80           |
| 2    | Les Flammes          | 119.65 | 2               | 45.52           | 2               | 74.13           |
| 3    | Les Salamandres      | 86.15  | 4               | 26.40           | 3               | 59.75           |
| 4    | Les Chrysalides      | 76.20  | 3               | 32.00           | 4               | 44.20           |

### Ballet
| Rang | Nom                  | Points | Exercice chorégraphique | Exercice chorégraphique | Ballet libre | Ballet libre |
| ---- | -------------------- | ------ | ----------------------- | ----------------------- | ------------ | ------------ |
| 1    | Les Metropolitains   | 102,59 | 1                       | 63,31                   | 1            | 70,94        |
| 2    | Les Vertacomicoriens | 96,88  | 2                       | 56,50                   | 2            | 68,63        |
| 3    | Les Bretzlis         | 92,44  | 4                       | 55,88                   | 3            | 64,50        |
| 4    | Les 90 Rugissants    | 91,50  | 3                       | 56,13                   | 4            | 63,44        |

## Source
Résultats des championnats de France 2024 sur le site csndg.org